# Isola Pennata
L'isola Pennata è un relitto del cratere del lago Miseno; fa parte del comune di Bacoli ed è situata nel Golfo di Pozzuoli. Può essere considerata un'isoletta dal 4 novembre 1966 (lo stesso giorno dell'alluvione di Firenze), quando a seguito di una violenta mareggiata la lingua di sabbia che la collegava alla terraferma è scomparsa. È costituita da tufo giallo e la ricchissima vegetazione e i resti di strutture in laterizio dimostrano che fu una zona densamente popolata. 
Storicamente, l'isola è stata suddivisa in due parti: una privata, comprendente la villa e le aree adiacenti, attualmente oggetto di interesse da parte del Comune di Bacoli, che intende acquisirla per destinarla a uso pubblico, e una pubblica, accessibile ai cittadini. Il comune di Bacoli sostiene che l'acquisto rappresenterebbe un'opportunità per preservare l'area, valorizzare il patrimonio naturale e storico della zona e restituire l'intero territorio alla fruizione collettiva, anche mediante la creazione di un parco.

## Geografia fisica
L'altezza massima è di 29 m s.l.m. La distanza minima dal continente (non ufficiale) è di 0,02 miglia marine.